# Schwedische Bandynationalmannschaft der Herren
Die schwedische Bandynationalmannschaft der Herren ist eine vom Verbandstrainer getroffene repräsentative Auswahl von schwedischen Bandyspielern für internationale Spiele.
Die Mannschaft spielte ihren ersten Ländervergleich am 23. Februar 1919 in Helsinki gegen die finnischen Gastgeber, die das Spiel 4:1 gewannen. Auch in den folgenden Jahren blieb Finnland der einzige Gegner, gegen den Schweden 1920 mit einem 3:3 in Stockholm das erste Unentschieden erkämpfte. Der erste Sieg für die schwedische Auswahl gelang drei Jahre später mit einem 5:3 in Helsinki. Erst ab 1927 spielte Schweden auch gegen Norwegen, das den Schweden in den meisten Spielen unterlag.
Bei den Olympischen Winterspielen 1952 in Oslo war Bandy Demonstrationssportart. Die schwedische Mannschaft gewann bei diesem Turnier die Goldmedaille. Ab 1957 wurden Weltmeisterschaften im Bandy ausgerichtet, die anfänglich ausschließlich von der sowjetischen Mannschaft gewonnen wurden, bis Schweden 1981 diesen Trend brechen konnte. Schweden gewann danach auch die Weltmeisterschaftsturniere von 1983, 1987, 1993, 1995, 1997, 2003, 2005, 2009, 2010 und 2012.

## Schweden bei Weltmeisterschaften
| Turnier                      | Ort                 | Platzierung |
| ---------------------------- | ------------------- | ----------- |
| Bandy-Weltmeisterschaft 1957 | Finnland            | 3           |
| Bandy-Weltmeisterschaft 1961 | Norwegen            | 2           |
| Bandy-Weltmeisterschaft 1963 | Schweden            | 3           |
| Bandy-Weltmeisterschaft 1965 | Sowjetunion         | 3           |
| Bandy-Weltmeisterschaft 1967 | Finnland            | 3           |
| Bandy-Weltmeisterschaft 1969 | Schweden            | 2           |
| Bandy-Weltmeisterschaft 1971 | Schweden            | 2           |
| Bandy-Weltmeisterschaft 1973 | Sowjetunion         | 2           |
| Bandy-Weltmeisterschaft 1975 | Finnland            | 2           |
| Bandy-Weltmeisterschaft 1977 | Norwegen            | 2           |
| Bandy-Weltmeisterschaft 1979 | Schweden            | 2           |
| Bandy-Weltmeisterschaft 1981 | Sowjetunion         | 1           |
| Bandy-Weltmeisterschaft 1983 | Finnland            | 1           |
| Bandy-Weltmeisterschaft 1985 | Norwegen            | 2           |
| Bandy-Weltmeisterschaft 1987 | Schweden            | 1           |
| Bandy-Weltmeisterschaft 1989 | Sowjetunion         | 3           |
| Bandy-Weltmeisterschaft 1991 | Finnland            | 2           |
| Bandy-Weltmeisterschaft 1993 | Norwegen            | 1           |
| Bandy-Weltmeisterschaft 1995 | USA                 | 1           |
| Bandy-Weltmeisterschaft 1997 | Schweden            | 1           |
| Bandy-Weltmeisterschaft 1999 | Russland            | 3           |
| Bandy-Weltmeisterschaft 2001 | Finnland & Schweden | 2           |
| Bandy-Weltmeisterschaft 2003 | Russland            | 1           |
| Bandy-Weltmeisterschaft 2004 | Schweden            | 2           |
| Bandy-Weltmeisterschaft 2005 | Russland            | 1           |
| Bandy-Weltmeisterschaft 2006 | Russland            | 2           |
| Bandy-Weltmeisterschaft 2007 | Schweden            | 2           |
| Bandy-Weltmeisterschaft 2008 | Russland            | 2           |
| Bandy-Weltmeisterschaft 2009 | Schweden            | 1           |
| Bandy-Weltmeisterschaft 2010 | Russland            | 1           |
| Bandy-Weltmeisterschaft 2011 | Russland            | 3           |
| Bandy-Weltmeisterschaft 2012 | Kasachstan          | 1           |
| Bandy-Weltmeisterschaft 2013 | Schweden            | 2           |
| Bandy-Weltmeisterschaft 2014 | Russland            | 2           |
| Bandy-Weltmeisterschaft 2015 | Russland            | 2           |
| Bandy-Weltmeisterschaft 2016 | Russland            | 3           |
| Bandy-Weltmeisterschaft 2017 | Schweden            | 1           |